# C’est La Vie (együttes)
A C’est La Vie egy magyar könnyűzenei lánybanda.
Az együttes 1997-ben alakult. Tagjai: Berta Claudia, Hegyesi Réka, Pályka Betty, Sebők Anikó. Első albumuk 1998-ban jelent meg C’est La Vie címmel. 1998 és 1999 három slágerük is vezette a popzenei sikerlistákat: Az Akarom, a Vár ránk a nyár, az Erasure egyik dalának az I Love To Hate You-nek a feldolgozása, amit I Love You Baby-re „magyarítottak”. 1999-ben menedzsmentet váltottak, és ifj. Jakab György (Jee Jee) segítségével elkészítették második C’est La Vie című nagylemezüket. 2000 őszén Berta Claudia kivált az együttesből és hárman folytatták tovább. 2001-ben szintén menedzsmentet váltottak és elkezdődtek a harmadik album munkálatai. Bár egy promóciós kislemez elkészült Csak rám vár címmel, az együttes 2002 őszén feloszlott, így a lemez sohasem látott napvilágot.
Sebők Anikó 2005-ben a Jeta zenekar énekesnője lett, ám első albumuk megjelenése előtt elhunyt. 2005. július 22-én a zenekar első fellépése előtt a C’est La Vie együttes másik egykori tagjával, Berta Claudiával együtt autóbalesetet szenvedett, és pár nappal később meghalt.
Berta Claudia 2017 őszén öngyilkos lett lakásában, mindössze 42 éves korában. Az együttesnek már csak két élő tagja maradt.

## Albumok
- 1998 – C’est La Vie (Sony Music)
- 1999 - Múljon hát